# Spellemannprisen 1996
Der Spellemannpris 1996 war die 25. Ausgabe des norwegischen Musikpreises Spellemannprisen. Die Nominierungen berücksichtigten Veröffentlichungen des Musikjahres 1996. Die Verleihung der Preise fand im März 1997 statt. In der Kategorie „Årets Spellemann“ wurde D.D.E. ausgezeichnet, den Ehrenpreis („Hedersprisen“) erhielt Odd Børretzen.

## Verleihung
Die Preisverleihung fand am 8. März 1997 im Oslo Spektrum vor einem Live-Publikum von etwa 3000 Zuschauern statt. Da es sich um die 25. Ausgabe des Preises handelte, galt die Auflage als ein Jubiläum. Die Veranstaltung wurde von Knut Borge und Vera Micaelsen moderiert. Borge führte zum siebten Mal in Folge durch den Abend und Micaelsen das erste Mal. Ausgestrahlt wurde die Verleihung von Norsk rikskringkasting (NRK).

## Gewinner
| Kategorie                                      | Gewinner                                 | Werk                                      |
| ---------------------------------------------- | ---------------------------------------- | ----------------------------------------- |
| Barneplater (Kinderplatten)                    | Eventyr-ensemblet                        | Manndattera og kjerringdattera            |
| Beste Danceartist (bester Dancekünstler)       | Bel Canto                                | Magic box                                 |
| Beste Gruppe                                   | Bel Canto                                | Magic box                                 |
| Beste Kvinnelige Artist (beste Künstlerin)     | Unni Wilhelmsen                          | To whom it may concern                    |
| Beste Mannlige Artist (bester Künstler)        | Ivar Eidem                               | Missions of a clown                       |
| Beste Rockartist (bester Rockkünstler)         | Motorpsycho                              | Blissard                                  |
| Danseorkester (Tanzorchester)                  | Ole Ivars                                | Dans på Skjermertopp                      |
| Folkemusikk/Gammaldans (Volksmusik/Gammaldans) | Arne M. Sølvberg                         | Nordfjordslåttar                          |
| Jazz                                           | Bugge Wesseltoft                         | New conception of jazz                    |
| Juryens hederspris (Ehrenpreis der Jury)       | Odd Børretzen                            | –                                         |
| Kammermusikk (Kammermusik)                     | Vertavokvartetten                        | Carl Nielsen: Strykekvartetter op.5 og 13 |
| Orkestermusikk (Orchestermusik)                | Det Norske Kammerorkester mit Iona Brown | Grieg/Nielsen: Musikk for strykeorkester  |
| Visesang (Weisengesang)                        | Vamp                                     | 13 humler                                 |
| Åpen Klasse (Offene Klasse)                    | Mari Boine                               | Eallin                                    |
| Årets album (Album des Jahres)                 | Unni Wilhelmsen                          | To whom it may concern                    |
| Årets Låt (Lied des Jahres)                    | Odd Børretzen, Lars Martin Myhre         | Noen ganger er det all right              |
| Årets Nykommer (Newcomer des Jahres)           | Helén Eriksen                            | Standards                                 |
| Årets Spellemann (Spellemann des Jahres)       | D.D.E.                                   | –                                         |

## Nominierte
Barneplater
- Eventyr-ensemblet: Manndattera og kjerringdattera
- Marit & Marion: Synger kjente barnesanger
- Minken Fosheim: Eventyret om Beethoven

Beste Danceartist
- Alanïa: Instinctive travel
- Bel Canto: Magic box
- Helén Eriksen: Standards

Beste Gruppe
- Ab & Zu: Totally
- Bel Canto: Magic box
- Savoy: Mary is coming

Beste Kvinnelige Artist
- Anne Grete Preus: Vrimmel
- Trine Rein: Beneath my skin
- Unni Wilhelmsen: To whom it may concern

Beste Mannlige Artist
- Bare Egil Band: Absolutt ikke Bare Egil Band
- Ivar Eidem: Missions of a clown
- Jørn Hoel: Soulsville

Beste Rockartist
- DumDum Boys: Sus
- Midnight Choir: Olsen's lot
- Motorpsycho: Blissard

Danseorkester
- Jan Borseths: Foill fræs
- Ole Ivars: Dans på Skjermertopp
- Scandinavia: Sammen igjen

Folkemusikk/Gammaldans
- Annbjørg Lien: Prisme
- Arne M. Sølvberg: Nordfjordslåttar
- Dvergmål: Visor og kvæde frå blåberglandet

Jazz
- Bugge Wesseltoft: New conception of jazz
- Element: Element
- Petter Wettre Quartet: Pig virus

Kammermusikk
- Leif Ove Andsnes: Carl Nielsen: Klaverstykker. Piano Pieces
- Truls Mørk: Rachmaninov/Miaskovsky: Suiter for cello og piano
- Vertavokvartetten: Carl Nielsen: Strykekvartetter op.5 og 13

Orkestermusikk
- Det Norske Kammerorkester mit Iona Brown: Grieg/Nielsen: Musikk for strykeorkester
- Oslo Filharmoniske Orkester mit Mariss Jansons: Sibelius: Symfonier nr. 3 og 5
- Stavanger Symfoniorkester mit Alexander Dmitriev: Harald Sæverud: Peer Gynt suiter m.m.

Visesang
- Henning Sommerro: Svarrabærje
- Sondre Bratland: Atterklang
- Vamp: 13 humler

Åpen Klasse
- Iver Kleive, Knut Reiersrud: Himmelskip
- Kirsten Bråten Berg, Svein Tindberg, Jan Erik Pettersen, Bjørgulv Straume: Pilegrimen
- Mari Boine: Eallin

Årets Låt
- Bjelleklang: Gud! Hvor du er deilig
- D.D.E.: Det går likar no
- Odd Børretzen, Lars Martin Myhre: Noen ganger er det all right
- Penthouse Playboys: Metropolis
- Postgirobygget: En solskinnsdag

Årets Nykommer
- Helén Eriksen: Standards
- Kvitretten: Voices
- Savoy: Mary is coming